# اوکتیابرسک (شهرستان اوچالینسکی، باشقیرستان)
اوکتیابرسک (انگلیسی: Oktyabrsk, Uchalinsky District, Republic of Bashkortostan) یک شهرک در شهرستان اوچالینسکی استان باشقیرستان کشور روسیه است.